# Nummerplan
En nummerplan er en tildeling, af en serie af numre, til et formål. Erhvervsstyrelsen definerer nummerplaner, for hvilke formater der skal være tilladte til telefonnumre og andre typer tele-numre. Nummerplanen deler så de tilladte nummerserier ind i grupper og reserverer disse grupper af numre til forskellige teleudbydere og brugsformål.

## Danmark
Nummerplanen for det danske telenet er udarbejdet i henhold til internationale ETSI-standarder, af Erhvervsstyrelsen.
For en oversigt over Danmarks samlede nummerplan, nummerplan for telefoni, netadgangskoder og mobiltelefoni, se.

## Historisk baggrund
I telefoniens barndom behøvede man ikke avancerede systemer til tildeling af telefonnumre. De manuelle telefoncentraler var små, eftersom at telefonnumrene blot var på ganske få cifre. Der fandtes altså ganske mange i Danmark med samme telefonnummer (for eksempel ”27”). Hvis man ville tale med nr. 27 i en anden by, så opgav man byens navn og telefonnummeret. Operatøren på centralen (”telefondamen”) vidste så hvordan hun skulle koble samtalen på til denne by.
Da telenettet blev automatiseret, havde det noget lavere intelligens end telefondamerne. Man måtte derfor indføre et system, som gjorde telenettet i stand til meget enkelt at gennemvælge (dirigere) en telefonsamtale til den rette abonnent, i den rette by.

## Områdenumre i Danmark
Løsningen blev at indføre en national nummerplan hvor man tildelte folk telefonnumre, alt efter hvor i landet de boede. Man indlejrede da gennemvalgsinformationen forrest i alle telefonnumre. I en periode var dette en to- eller trecifret kode (kaldet områdenummer) som man tastede foran numre udenfor eget nærområde. 
| Oprindelige områdenumre for fuldautomatiske centraler, fra cirka 1950 og indtil 1989 | Placering                                                              |
| 01                                                                                   | København og omegn, samt Amager (før ca. 1975)                         |
| 01                                                                                   | København inden for ydre volde, samt Amager (efter ca. 1975)           |
| 02                                                                                   | Flensburg (fra Sønder Jylland), Malmö (fra Sjælland) (før ca. 1975)    |
| 02                                                                                   | Københavns omegn og Nord Sjælland (Frederiksborg amt) (efter ca. 1975) |
| 03                                                                                   | Øvrige Sjælland, Lolland, Falster, Møn og Bornholm                     |
| 04                                                                                   | Sønderjylland                                                          |
| 041                                                                                  | Offentlig Personsøgetjeneste (OPS) ca. 1975 til 1989.                  |
| 05                                                                                   | Sydjylland                                                             |
| 06                                                                                   | Østjylland                                                             |
| 07                                                                                   | Vestjylland                                                            |
| 08                                                                                   | Nordjylland                                                            |
| 09                                                                                   | Fyn med omliggende øer                                                 |

8-ciffer nummerering skete i årene 1986/87, således at områdenummeret skulle bruges hver gang, også ved lokalopkald. 
Den 2. september 1986 i 01, 02, 03 områderne (Sjælland, Lolland-Falster, Bornholm og Møn).
Den 15. maj 1987 i 09 området (Fyn og omliggende øer).
Den 15. maj 1989 udgik ciffer 0 som det første ciffer, og alle telefonnumre skulle starte med et tal fra 3 til 9.
| Forhenværende områdenumre 1989 – ca. 1999 |          |                 |
| 01                                        | blev til | 31              |
| 02                                        | blev til | 42              |
| 03                                        | blev til | 53              |
| 04                                        | blev til | 74              |
| 05                                        | blev til | 75              |
| 06                                        | blev til | 86              |
| 07                                        | blev til | 97              |
| 08                                        | blev til | 98              |
| 09                                        | blev til | 62, 64, 65, 66. |

I dag (siden 1989) tastes i Danmark samme telefonnummer, uanset hvor man ringer fra, men gennemvalgsinformationen ligger stadig i princippet forrest i nummeret. Numre der begynder med 20-31 er fortrinsvis mobilnumre, de der begynder med 70 og 72-79 er fortrinsvis fastnetnumre osv.

## Krav til en nummerplan
En god nummerplan skal tilfredsstille flere krav:
- Hovedkravet er at tilrettelægge, for at telenettet kan dirigere og taksere al teletrafik på en korrekt, enkel, hurtig og effektiv måde.
- Det teoretiske antal mulige numre skal udnyttes bedst muligt. Det bliver en stor samfundsmæssig udgift, hvis man løber tør for numre og må omlægge hele nummerplanen (sidst Danmark gjorde dette for telefoni var i 1989).
- Telebrugerne skal let kunne skelne mellem forskellige typer numre og opkaldspriser, de skal for eksempel, ud fra telefonnummerets form, kunne se om de ringer til et nødopkaldsnummer, et mobilnummer, et gratisnummer, eller et dyrt betalingsnummer.

## Seneste ændringer i den danske nummerplan
For at udnytte nummerplanen bedst muligt, foretager Erhvervsstyrelsen fortsat justeringer i takt med samfundsudviklingen. De vigtigste ændringer i de senere år har været tildeling af numre til mobiltelefoni.
Man kan altid se den seneste nummerplan på Energistyrelsens hjemmeside.

## Telekonkurrencen udfordrer nummerplanen
Der findes i dag flere konkurrerende teleudbydere i Danmark. For at konkurrencen mellem disse kan fungere, skal det være enkelt at skifte teleudbyder. Ikke mindst må man kunne beholde sit gamle telefonnummer, selvom man skifter udbyder. De danske myndigheder har derfor bestemt, at alle teleudbydere skal tilbyde det, man i fagsprog kalder nummerportabilitet, eller udportering af telefonnummer. Dog har danske teleudbydere ikke pligt til at udføre krydsportering mellem mobil og fastnet.
Man kan altså for eksempel beholde et mobilnummer i Telenors nummerserie, selv om man bliver Telia-abonnent. Telenettet har fået avancerede funktioner som håndterer dette, sådan at samtalen kommer frem til den rette udbyder.
Men en konsekvens af dette er, at man ikke længere kan se sikkert ud fra et telefonnummer, hvilken udbyder det tilhører – der er blevet et "hul" i nummerplanens nummerserier.[kilde mangler]

## IP-telefoni udfordrer nummerplanen
I dag er det ikke længere muligt at sige med sikkerhed hvor et telefonnummer har geografisk tilknytning, fordi udstyr brugt til bredbåndstelefoni, ganske enkelt kan flyttes fra sted til sted. Dette har skabt en del problemer, for blandt andet politiet, brandvæsenet og andre nødtjenester. De ved ikke længere med sikkerhed hvor samtalen kommer fra, ved at se på nummeret. Dette har man forsøgt at imødekomme med 112 app'en til smartphones, som via. mobilens GPS sender koordinaterne med placeringen, når der foretages et nødopkald.

## Andre problemstillinger
I EU er e-Privacy direktivet kommet, som forbyder deling af personfølsomme oplysninger, herunder telefonnumre, medmindre folk har givet skriftligt samtykke hertil. Hvilket muligvis kan true de eksisterende telefonbøger/hjemmesider.
De traditionelle teleselskaber har også bekymringer om hvordan sådanne nummerplaner benyttes. Specielt udviklingen indenfor mobiltelefoni, med understøttelse af wifi, (Wireless LAN), eller Bluetooth, i tillæg til almindelige GSM- eller CDMA-netværk gør at traditionelle indtægtsmodeller er ved at ændre sig. Blandt andet er dette synligt, med introduktionen af Skype på platforme for mobiltelefoni. For nummerplaner vil dette betyde at værdien af disse er ved at ændre sig, siden de gives under monopolvilkår og en del omkostninger er knyttet til nummerplanen. De nyere telefonitjenester, på internettet er fortsat langt friere end på de traditionelle telenetværk.
I USA er der megen diskussion om indføring af "toldmekanismer" til forskellige typer datakommunikation, som IP-telefoni, men også fra enkeltleverandører, som for eksempel Google. Teleselskaber er oftest også leverandører af bredbånd til deres kunder, og kan opleve datatrafik, som er i direkte konkurrence med tjenester på deres egne data- og telenetværk.